# Jonas Iversby Hvideberg
Jonas Iversby Hvideberg (Rolvsøy, 9 februari 1999) is een Noors wielrenner die anno 2024 uitkomt voor Uno-X Pro Cycling Team. Hvideberg werd in 2020 Europees kampioen op de weg bij de beloften.

## Belangrijkste overwinningen
2017
Puntenklassement Trofeo Karlsberg, junioren
1e etappe Ronde van Nedersaksen, junioren
2020
 Noors kampioenschap op de weg, Elite
Europees kampioenschap op de weg, beloften
2021
Parijs-Tours

## Resultaten in voornaamste wedstrijden
| Jaar | Ronde van Italië | Ronde van Frankrijk | Ronde van Spanje |
| ---- | ---------------- | ------------------- | ---------------- |
| 2021 |                  |                     |                  |
| 2022 |                  |                     | 110e             |
| 2023 | 117e             |                     |                  |
| 2024 |                  |                     |                  |

| Jaar | Milaan-San Remo | Amstel Gold Race | Ronde van Lombardije | Parijs-Tours |
| ---- | --------------- | ---------------- | -------------------- | ------------ |
| 2021 |                 | 88e              |                      |              |
| 2022 |                 |                  |                      | 87e          |
| 2023 |                 |                  | 108e                 |              |
| 2024 | 134e            |                  |                      |              |

## Ploegen
- 2018 –  Uno-X Norwegian Development Team (vanaf 13-06)
- 2019 –  Uno-X Norwegian Development Team
- 2020 –  Uno-X Norwegian Development Team
- 2021 –  Uno-X Pro Cycling Team
- 2022 –  Team DSM
- 2023 –  Team DSM
- 2024 –  Uno-X Pro Cycling Team
- 2025 –  Uno-X Mobility

Arensman · Arndt · Bardet · Bittner (vanaf 1/8) · Bol · Brenner · Combaud · Dainese · Degenkolb · Denz · Donovan · Eekhoff · Hamilton · Heinschke · Hvideberg · A. Kragh Andersen · S. Kragh Andersen · Leknessund · Markl · Mayrhofer · Naberman · Nieuwenhuis · Pedersen · Rodenberg · Stork · Tusveld · van Uden (vanaf 1/8) · Vandenabeele · Vermaerke · Welsford
Andresen · Bardet · Bevin · Bittner · Brenner · Combaud · Dainese · Degenkolb · Dinham · Edmondson · Eekhoff · Hamilton · Heinschke · Hvideberg · Leknessund · Markl · Mayrhofer · Milesi · Naberman · Onley · Poole · Rodenberg · Stork · Tusveld · van Uden · Vandenabeele · Vanhoucke (tot 14/8) · Vermaerke · Welsford
Abrahamsen · Andersen · Bendixen · Bévort · Blikra  · Blume Levy · Cort · Dversnes · Eiking (vanaf 8/2) · Fredheim · Gudmestad · Hoelgaard · Holter · Hvideberg · A. Johannessen · T. Johannessen · Kristoff · J. Kulset · M. Kulset · S. Kulset · Larsen · Leknessund · Løland · Resell · Sander Hansen · Skaarseth · Tiller · Urianstad · Wallin · Wærenskjold